# Lago dos Rodrigues
Lago dos Rodrigues est une municipalité brésilienne située dans l'État du Maranhão.